# August Augspurger
August Augspurger (* 3. März 1620 in Prag; † 14. November 1675 in Weißenfels) war ein deutscher Lyriker, Übersetzer und Epigrammatiker der Barockzeit.

## Leben
Vater Caspar Augspurger, ein Hofbeamter, flüchtete aufgrund der Protestantenverfolgung in Böhmen 1625 nach Dresden, wo er als Drucker beziehungsweise Verleger arbeitete und 1636 starb. August Augspurger erhielt in Dresden Privatunterricht und immatrikulierte sich nach dem Tod seiner Mutter 1637 an der Universität Leipzig. Andere Quellen legen zumindest ab 1640 einen Besuch der Universität Wittenberg nahe, zu der auch die dort begründete Freundschaft mit Georg Greflinger passte, dem  er später eine Einladung an den Hof in Dresden verschaffte. Hier widmete er sich theologischen und juristischen Studien. Im gleichen Jahr führte ihn eine Reise über Leiden nach Paris, um die französische Sprache zu erlernen.
1642 kehrte er wieder nach Dresden zurück und übernahm seine erste Hofmeisterstelle, die ihn bis an den königlichen Hof in Kopenhagen führte. 1644 setzte er bei dem Dichtungstheoretiker August Buchner in Wittenberg sein Studium fort. Seit 1645 wirkte er bis 1655 als Hofmeister und Lehrer adliger Zöglinge, vor allem in Polen. 1656 heiratete Augspurger als Amtsschreiber in Leipzig und wechselte 1659 auf die Amtsvogtstelle in Weißenfels.
Bis auf einige Gelegenheitsgedichte fällt das literarische Schaffen Augspurgers in die erste Hälfte der 1640er Jahre. Schon während seiner Frankreichreise entstand sein Hauptwerk Reisende Clio, eine Sammlung weltlicher Lyrik, besonders Schäferdichtung sowie Epigramme in deutscher Sprache. Zwei große Übersetzungsarbeiten 1642 und 1644 schlossen sich an.

## Werke (Auswahl)
- „Reisende Clio“ Dresden 1642
- „Thränen Bey dem Creutze Jesu Christi“ Dresden 1642.
- „Der Verzweiflende Verräther Judas“ Dresden 1642
- „Zwo Sonnete Dem Triumpfirenden Jesu“ Dresden 1644
- „Der von seiner Liebsten Vbelgehaltene Amant Oder Arnalte und Lucenda“ deutsche Übersetzung des Diego de San Pedros „Tractado de amores de Arnalte von 1491“ Dresden 1642
- „Schäfferey / Auß Dem Frantzösischen“ 1644 deutsche Übersetzung von „Antoine Montchrestiens Bergerie“ von 1601